# Heneage Finch (3. hrabia Winchilsea)
Heneage Finch (ur. 1628 w Eastham w hrabstwie Kent, zm. 28 sierpnia 1689 w Eastwell w hrabstwie Kent) – angielski arystokrata, syn Thomasa Fincha, 2. hrabiego Winchilsea, i Cecille Wentworth, córkę Johna Wentwortha.
Po śmierci ojca w 1639 r. został 3. hrabią Winchilsea. Studiował w Queens’ College na Uniwersytecie Cambridge . Był przyjacielem generała George’a Moncka. Dzięki jego protekcji został w 1660 r. lordem strażnikiem Pięciu Portów, a następnie ambasadorem Anglii w Turcji. W Stambule pozostał do 1667 r. W latach 1660–1688 i w 1689 r. pełnił funkcję Custos Rotulorum Kentu. Był również lordem namiestnikiem Kentu w latach 1672–1687 i w 1689 r.
21 maja 1645 r. poślubił Dianę Willoughby, córkę Francisa Willoughbyego, 5. barona Willoughby, i Elizabeth Cecil, córki wicehrabiego Wimbledon. Małżonkowie nie mieli razem dzieci.
Ok. 1649 r. poślubił lady Mary Seymour (1637 – 10 kwietnia 1673), córkę Williama Seymoura, 2. księcia Somerset, i lady Frances Devereux, córki 2. hrabiego Essex. Heneage i Mary mieli razem trzech synów i córkę:
- William Finch (20 stycznia 1651 – 28 maja 1672), wicehrabia Maidstone, był ojcem 4. hrabiego Winchilsea
- Frances Finch (ok. 1655 – 17 kwietnia 1712), żona Thomasa Thynne’a, 1. wicehrabiego Weymouth, miała dzieci
- Heneage Finch (3 stycznia 1657 – 30 września 1726), 5. hrabia Winchilsea
- Thomas Finch (ur. ok. 1658)

W 1673 r. poślubił Catherine Norcliffe (zm. 1679), córkę sir Thomasa Norcliffe'a, ale nie doczekał się z nią potomstwa. Jego czwartą żoną została 29 października 1681 r. Elizabeth Ayres (zm. 10 kwietnia 1745). Heneage miał z nią jednego syna:
- John Finch (24 lutego 1682 – 9 września 1729), 6. hrabia Winchilsea